# Miriam Solomon
Miriam Solomon es una filósofa y feminista estadounidense. Desarrolla actividades académicas y científicas, en el profesorado de filosofía; y, es Jefa del Departamento de Filosofía, así como profesora afiliada de Estudios de la Mujer en la Universidad del Temple.
Su trabajo se ha centrado en la filosofía de la ciencia, epistemología social, epistemología médica, ética médica, y género y ciencia. Además de sus citas académicas, ha publicado dos libros: Social Empiricism, y Making Medical Knowledge; y, un gran número de artículos de revistas, revisadas por pares, y ha servido en Consejos editoriales de varias revistas importantes.

## Educación y carrera
En 1979, Solomon se graduó por la Newnham College, Universidad de Cambridge con un BA en ciencias naturales. Y, luego continuó para recibir un doctorado en filosofía de la Universidad Harvard en 1986.
Fue becaria docente, en la Universidad de Harvard, mientras trabajaba como doctoranda, después de lo cual aceptó una cátedra auxiliar de filosofía en la Universidad de Cincinnati antes de aceptar una cátedra auxiliar en la Universidad del Temple, en 1991. En 1993, recibió una propuesta laboral, del Departamento de Estudios de la Mujer, siendo promovida a profesora asociada de filosofía, en 1994; y, profesora titular en 2003. Actualmente es la Directora del Departamento de Filosofía, de la Universidad del Temple. También, fue miembro Mello en la Universidad de Pensilvania en el periodo 1990 a 1991; de 1994 a 2003, instructora visitante de filosofía en la Universidad de Pensilvania; y, profesora visitante en la Universidad Internacional de Verano de Viena, en 2007.
Además de sus posiciones académicas, Salomón ha servido:
- de 1991 a 1994, en el Comité editorial de la revista Social Epistemology,
- de 2002 a 2005, en el Comité editorial de la revista Episteme,
- de 1994 a hoy, en el Comité editorial de la revista Philosophy of Science.[3]

También es miembro de la Junta directiva de la Asociación de Filosofía de la Ciencia; y, se desempeña como editora de la Enciclopedia de filosofía de Stanford para temas relacionados con la filosofía de la ciencia, y es miembro del consejo asesor de la Sociedad de Filosofía y Medicina. Además, es miembro del consejo asesor de la Sociedad de la Filosofía de la Ciencia en la Práctica, y miembro del comité directivo de la Mesa Redonda Internacional de Filosofía de la Medicina.

## Áreas de investigaciones
Los trabajos de Solomon se han centrado en gran medida en la filosofía de la ciencia, así como los problemas que se encuentran en las intersecciones de la medicina y la filosofía, la epistemología, la ética y el género. Ha escrito sobre una amplia variedad de otros temas, incluido el empirismo radical feminista, la intersección del feminismo y el judaísmo ortodoxo, y el trabajo de Willard Quine y Laurence BonJour. Su texto Social Empiricism presenta una explicación social de la racionalidad científica, centrada en el éxito empírico y encuentra que la disidencia es el estado normal de la investigación científica. Gran parte de su trabajo actual ha girado en torno a innovaciones en la epistemología médica, incluida la medicina basada en evidencia, la medicina traslacional, la medicina narrativa y las conferencias de consenso.

## Publicaciones
Solomon ha publicado dos libros:
- Social Empiricism (MIT Press, 2001) ISBN 0262693526Durante los últimos cuarenta años, dos reclamos han estado en el centro de las disputas sobre el cambio científico: que los científicos razonan racionalmente; y, que la ciencia es progresiva.[4] Durante la mayor parte de este tiempo, las discusiones se polarizaron entre los filósofos, que defendían las ideas tradicionales de la Ilustración sobre la racionalidad y el progreso, y los sociólogos, que defendían el relativismo y el constructivismo.[2][5] Recientemente, las nuevas ideas creativas que van más allá de las posiciones polarizadas provienen de la historia de la ciencia, la crítica feminista de la ciencia, la psicología de la ciencia y la antropología de la ciencia.[4] Al abordar los argumentos tradicionales, así como a partir de estas nuevas ideas, Miriam Solomon construye una nueva epistemología de la ciencia. Después de las discusiones sobre la naturaleza del éxito empírico y su relación con la verdad, Salomón ofrece una nueva explicación social de la racionalidad científica. Ella muestra que la búsqueda del éxito empírico y la verdad puede ser consistente tanto con la disidencia como con el consenso, y que la distinción entre disidencia y consenso es de poca importancia epistémica.[6]  Al construir esta epistemología social de la ciencia, muestra que las comunidades científicas no son simplemente el lugar de conocimiento experto distribuido y un recurso para la crítica, sino también el sitio de toma de decisiones distribuida.[4] En general, ilustra sus ideas con estudios de casos de ciencias físicas y biológicas de finales del siglo XIX y XX. Al reemplazar el enfoque tradicional sobre los métodos y las heurísticas que deben aplicar los científicos individuales, Solomon enfatiza el financiamiento, la administración y las políticas de la ciencia. Uno de sus objetivos es tener una influencia positiva en la toma de decisiones científicas a través de recomendaciones sociales prácticas.[5][4]

- Making Medical Knowledge (Oxford University Press, 2015) ISBN 9780198732617Es una investigación histórica y filosófica de los métodos utilizados para producir conocimiento médico. El énfasis está en los métodos desarrollados desde la década de 1970, específicamente en conferencias de consenso, medicina basada en evidencia, medicina traslacional y medicina narrativa. El libro sostiene que la dicotomía familiar entre el arte y la ciencia de la medicina no es adecuada para comprender esta pluralidad de métodos. Solomon propone una explicación pluralista de los métodos en medicina, y muestra cómo se desarrollaron los métodos, en parte como reacción a las deficiencias percibidas por los demás.

Y ha publicado un gran número de artículas revisados por pares, en revistas tales como:
- Journal of Philosophy,
- Philosophy of Science,
- Hypatia: A Journal of Feminist Philosophy.[3]